# 上谷本町
上谷本町（かみやもとちょう）は、神奈川県横浜市青葉区の地名。「丁目」の設定のない単独町名である。住居表示未実施区域。

## 地理
横浜市青葉区西部に位置する、鶴見川西岸の地域である。東は市ケ尾町、西はたちばな台、南は柿の木台・みたけ台、北は鉄町と接している。
元は鶴見川沿いの平地と西側の丘陵地を含んでいたが、丘陵地が多摩田園都市の土地区画整理事業により分離されたため、鶴見川沿いの平地だけになった。全域が市街化調整区域となっている。

## 歴史

### 沿革
- 1868年（慶応4年）6月17日 - 廃藩置県により神奈川府を設置。神奈川府都筑郡上谷本村となる。
- 1868年（明治元年）9月1日 - 神奈川府が神奈川県となり、神奈川県都筑郡上谷本村となる。
- 1889年（明治22年） - 都筑郡市ケ尾村、鴨志田村、下谷本村、成合村、寺家村、鉄村、黒須田村、大場村、西八朔村、北八朔村、小山村、青砥村および下麻生村の一部と合併し、都筑郡中里村大字上谷本となる。
- 1939年（昭和14年）4月1日 - 横浜市に編入し、新市域の一部より港北区となる。また、大字が町となり、横浜市港北区上谷本町となる[6]。
- 1966年（昭和41年）11月6日 - 土地区画整理事業（下谷本西八朔）[7]に伴い、一部を新設された藤が丘一丁目に編入し、下谷本町の一部を編入する[8]。
- 1967年（昭和42年）5月5日 - 土地区画整理事業（恩田第二）[7]に伴い、恩田町、成合町の一部を編入する[8]。
- 1969年（昭和44年）10月1日 - 港北区から緑区が分区。横浜市緑区上谷本町となる[9]。
- 1971年（昭和46年）1月15日 - 土地区画整理事業（上谷本第一）[7]に伴い、一部を藤が丘一丁目、藤が丘二丁目、新設されたもえぎ野に編入する[10]。
- 1971年（昭和46年）1月26日 - 土地区画整理事業（成合）に伴い[7]、一部を新設されたたちばな台二丁目に編入する[10]。
- 1973年（昭和48年）9月29日 - 土地改良事業に伴い、一部を下谷本町、市ケ尾町に編入する[11]。
- 1974年（昭和49年）9月26日 - 土地区画整理事業（上谷本第二）[7]に伴い、一部を藤が丘一丁目、もえぎ野、新設された柿の木台に編入する[12]。
- 1975年（昭和50年）9月28日 - 土地区画整理事業（上谷本第三）[7]に伴い、一部をたちばな台一丁目、新設されたみたけ台に編入する[13]。
- 1983年（昭和58年）11月19日 - 土地改良事業に伴い、一部をたちばな台一丁目に編入し、市ケ尾町、鉄町との境界を変更する[14]。
- 1994年（平成6年）11月6日 - 港北区と緑区を再編し、青葉区と都筑区を新設。横浜市青葉区上谷本町となる[15]。

### 町名の変遷
| 実施後   | 実施年月日     | 実施前（各町名ともその一部） |
| -------- | -------------- | ---------------------------- |
| 上谷本町 | 昭和14年4月1日 | 大字上谷本                   |

## 世帯数と人口
2025年（令和7年）6月30日現在（横浜市発表）の世帯数と人口は以下の通りである。
| 町丁     | 世帯数 | 人口  |
| -------- | ------ | ----- |
| 上谷本町 | 56世帯 | 113人 |

### 人口の変遷
国勢調査による人口の推移。
| 年                 | 人口 |
| ------------------ | ---- |
| 1995年（平成7年）  | 60   |
| 2000年（平成12年） | 96   |
| 2005年（平成17年） | 96   |
| 2010年（平成22年） | 116  |
| 2015年（平成27年） | 109  |
| 2020年（令和2年）  | 95   |

### 世帯数の変遷
国勢調査による世帯数の推移。
| 年                 | 世帯数 |
| ------------------ | ------ |
| 1995年（平成7年）  | 32     |
| 2000年（平成12年） | 35     |
| 2005年（平成17年） | 47     |
| 2010年（平成22年） | 49     |
| 2015年（平成27年） | 54     |
| 2020年（令和2年）  | 54     |

## 学区
市立小・中学校に通う場合、学区は以下の通りとなる（2024年11月時点）。
| 番地                     | 小学校                 | 中学校                 |
| ------------------------ | ---------------------- | ---------------------- |
| 13番地 69〜96番地        | 横浜市立もえぎ野小学校 | 横浜市立もえぎ野中学校 |
| 97〜114番地 713〜731番地 | 横浜市立みたけ台小学校 | 横浜市立みたけ台中学校 |

## 事業所
2021年（令和3年）現在の経済センサス調査による事業所数と従業員数は以下の通りである。
| 町丁     | 事業所数 | 従業員数 |
| -------- | -------- | -------- |
| 上谷本町 | 18事業所 | 400人    |

### 事業者数の変遷
経済センサスによる事業所数の推移。
| 年                 | 事業者数 |
| ------------------ | -------- |
| 2016年（平成28年） | 16       |
| 2021年（令和3年）  | 18       |

### 従業員数の変遷
経済センサスによる従業員数の推移。
| 年                 | 従業員数 |
| ------------------ | -------- |
| 2016年（平成28年） | 225      |
| 2021年（令和3年）  | 400      |

## 施設
- 三陽幼稚園

## その他

### 日本郵便
- 郵便番号 : 227-0041[3]（集配局：青葉郵便局[25]）

### 警察
町内の警察の管轄区域は以下の通りである。
| 番・番地等 | 警察署     | 交番・駐在所 |
| ---------- | ---------- | ------------ |
| 全域       | 青葉警察署 | 鉄町交番     |